# قلعه اسفند قه
قلعه اسفند قه مربوط به اواخر دوره قاجار است و در شهرستان جیرفت، بخش مرکزی، روستای دولت‌آباد واقع شده و این اثر در تاریخ ۷ مهر ۱۳۸۱ با شمارهٔ ثبت ۶۱۳۹ به‌عنوان یکی از آثار ملی ایران به ثبت رسیده است.